# بويرتو لا كروز

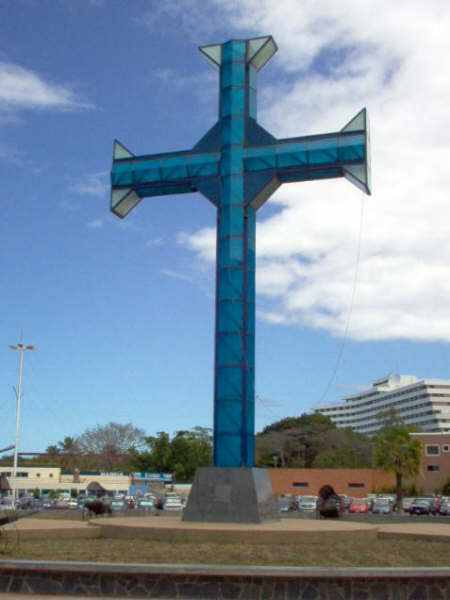

بويرتو لا كروز (بالإسبانية: Puerto la Cruz)‏ مدينة ساحلية تقع في ولاية أنزواتيغوي الفنزويلية . تطل على البحر الكاريبي . أنشأ المدينة المبشرون المسيحيون في سنة 1780 وأقاموا فيها مع سكانها الأصليين من الهنود الحمر .

## معرض صور

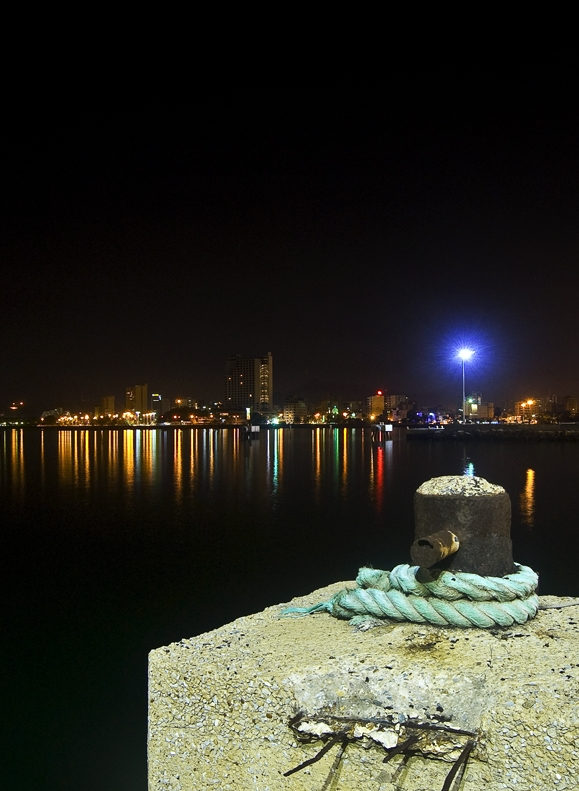
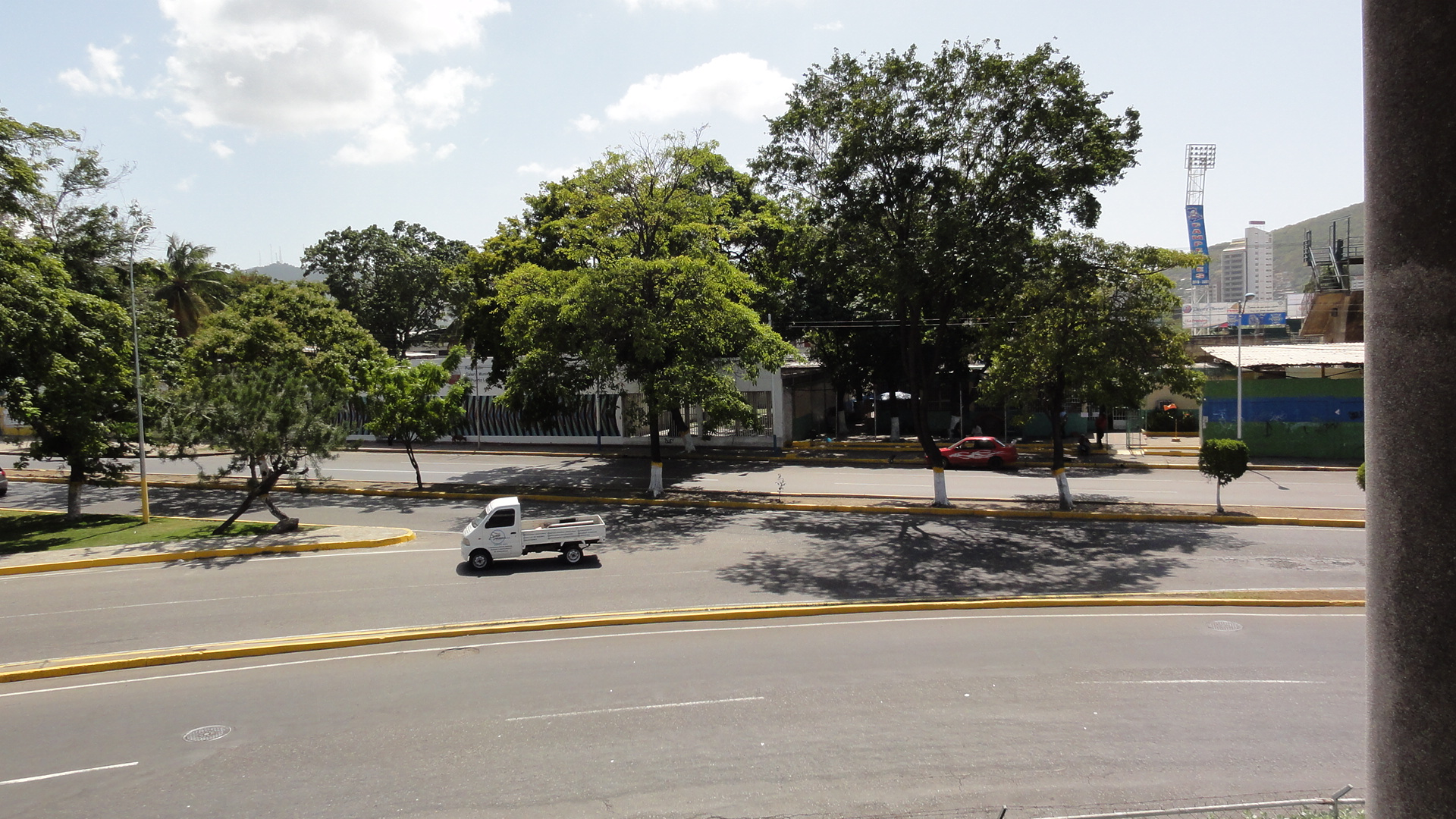
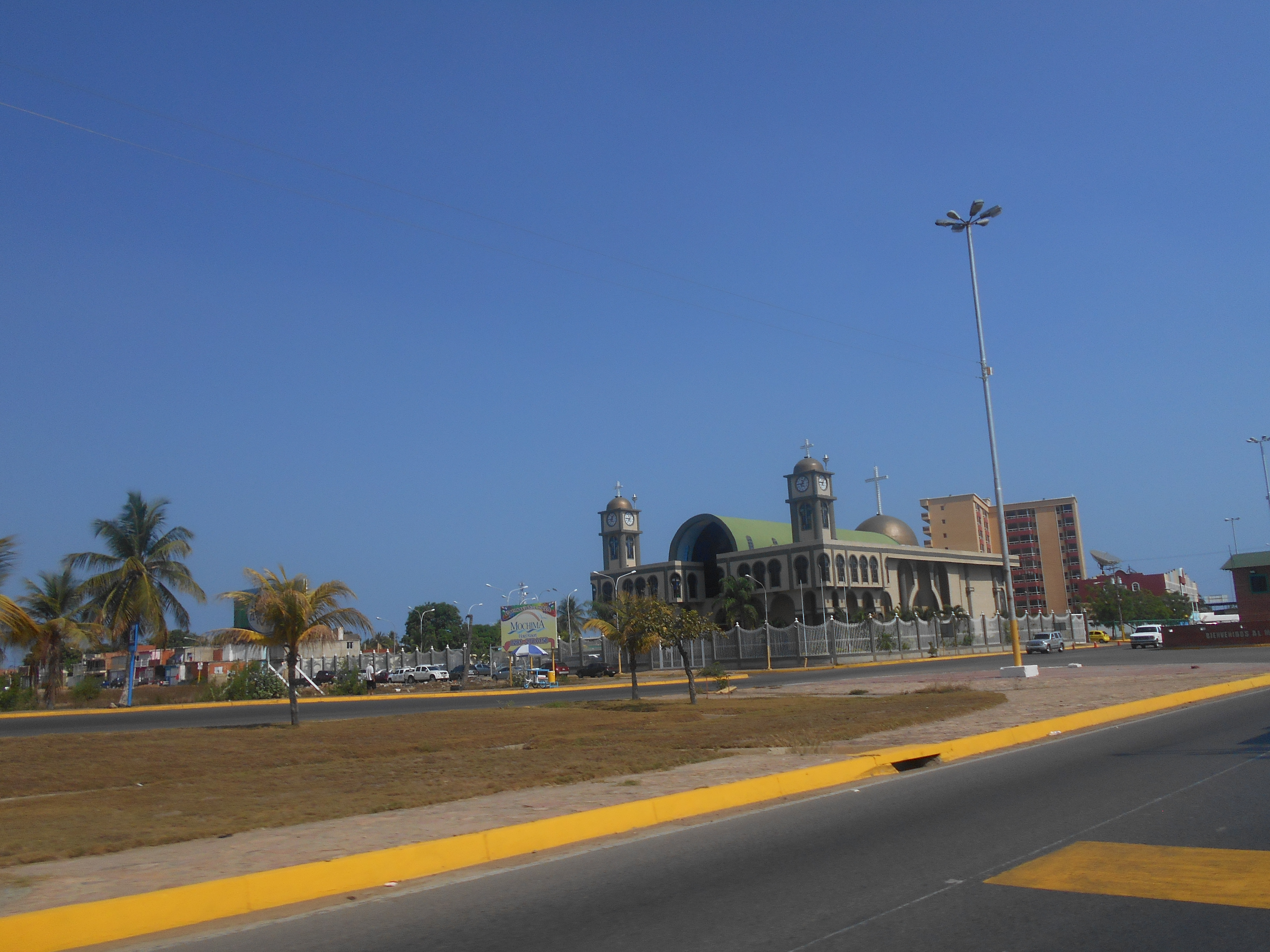
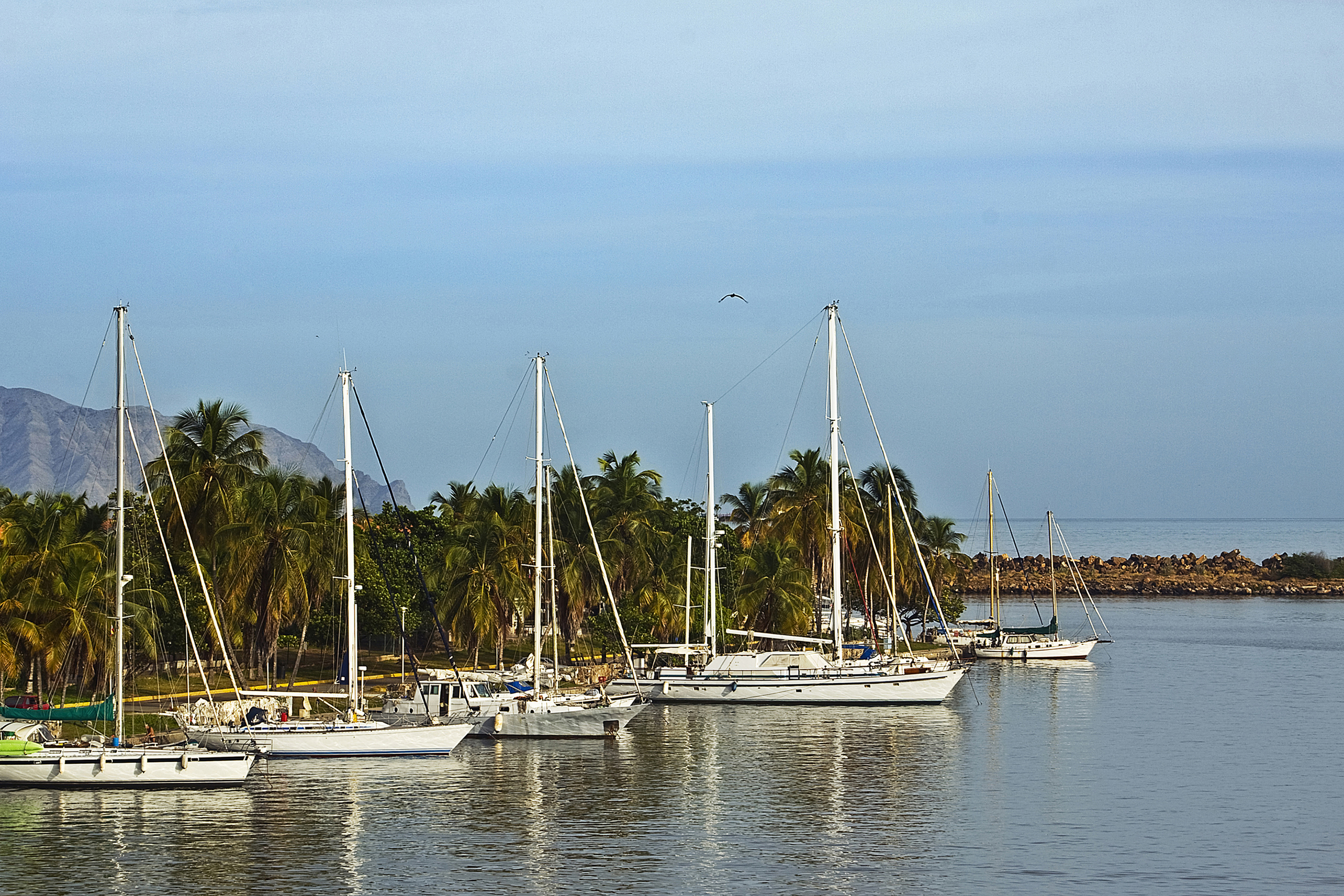

## أعلام
- خوان غوتيريز
- خوسيه فرنسيسكو غونزاليس
- أدريانا كارمونا
- نانسي غونزاليس
- أندريس فيلاسكيز
- فرناندو روميو لوكاس غارسيا